# Ла-Чертоза
Ла-Чертоза (итал. Isola della Certosa, вен. Ìxoła de ła Certoxa) — остров в Венецианской лагуне на севере Италии. Расположен к северо-востоку от Венеции, менее, чем в 250 метрах от Сан-Пьетро-ди-Кастелло и в чуть более, чем в 500 метрах от Лидо-ди-Венеция. Канал шириной 20 метров отделяет Ла-Чертоза от острова Виньоле.

## История
В 1199 году на острове появилась община монахов-августинцев. В 1424 году заброшенный августинцами монастырь был передан монахам-картезианцам из Флоренции, отсюда берёт своё начало название острова Ла-Чертоза, то есть монастырь картезианцев. Древние религиозные здания на острове реставрировались в 1490—1505 годах. После Наполеоновского завоевания Венеции, на Ла-Чертозе была устроена военная база.

## Перепланировка
В 2010 году был открыт проект под названием «Парк на Ла-Чертозе» (итал. Parco della Certosa). Планировалось перестроить заброшенный остров, разместив на его территории общественный парк, морской центр и учебное заведение, а также рестораны, бары и спортивные учреждения. Перепланировку планировалось осуществить поэтапно, завершив в 2015 году. Однако 12 июня 2012 года на остров обрушился торнадо, причинив ему крупный ущерб; пострадали, главным образом, деревья. Восстановительные работы начались в том же 2012 году.